# Геворкян, Иван Христофорович
Иван Христофорович Геворкян (Ованнес Хачатури Геворкян) (арм. Հովհաննես Խաչատուրի Գևորգյան) (28 марта 1907, Кулали, Кавказское наместничество — 19 октября 1989, Ереван) ―  выдающийся советский армянский хирург и ученый, доктор медицинских наук, профессор, опубликовавший 10 монографий и более 230 научных работ. Его основные исследования были посвящены анестезии, переливанию крови, лечению эндартериитов конечностей и других хирургических заболеваний.

## Биография
Родился 28 марта 1907 года в селе Кулали (Кармиргюх) Эриванской губернии Российской империи.
В 1930 году окончил медицинский институт в Ленинграде. Во время Великой Отечественной войны был военным хирургом, а с 1943 года - главным хирургом Ереванского военного госпиталя.
В 1952-1979 годах Геворкян был заведующим кафедрой хирургии Ереванского государственного медицинского института. Под его руководством выполнено 10 докторских и 30 кандидатских диссертаций. Среди них Павел Ананикян ― доктор медицинских наук, профессор.
В 1961 году был удостоен звания заслуженного деятеля науки Армянской ССР. В 1962 году профессор Геворкян был избран членом-корреспондентом Академии наук Армянской ССР, а в 1963 году ― членом Международного общества хирургов в Риме. На протяжении многих лет Геворкян выполнял обязанности главного хирурга Армении и был основателем Армянской хирургической ассоциации. Награжден орденами Красного Знамени, Красной Звезды и рядом других медалей.

## Награды и звания
- Орден Трудового Красного Знамени
- Орден Красной Звезды
- Орден Красного Знамени
- Заслуженный деятель науки Армянской ССР (1961)
- Доктор медицинских наук (1952)
- Действительный член АН Армянской ССР (1962)
- Член Международной академии хирургов (1963)

## Список основных работ
- Использование внутриартериальных лекарств в хирургии (1958), Москва
- Скорость кровотока при патологии сосудов конечностей (1976)
- Облитерирующий эндартериит конечностей, 152 c. ил. 26 см, Ереванское издательство Армянской ССР 1978 г.
- Справочник по ведению больных с некоторыми острыми хирургическими заболеваниями брюшной полости: (Студенты ст. Курсов и врачи) / Геворкян И.Х., 140 с. 20 см, *Ереванская Научно-методическая комната. Министерство высшего образования Армянской ССР в 1981 г.
- Мезотелиома брюшной полости (1984)
- Краевая инфузия препаратов в профилактике и лечении сложной хирургической инфекции / И.Г. Геворкян.

136 с. ил. Ереван Айастан 1987
- Послеоперационная спаечная непроходимость тонкой кишки, ее выявление, лечение и профилактика / И.Х. Геворкян, АН Армянской ССР, Институт физиологии. Орбели, 103. ил. 20 см, Ереванская Академия наук Армянской ССР, 1990 г.